# Pteroteinon

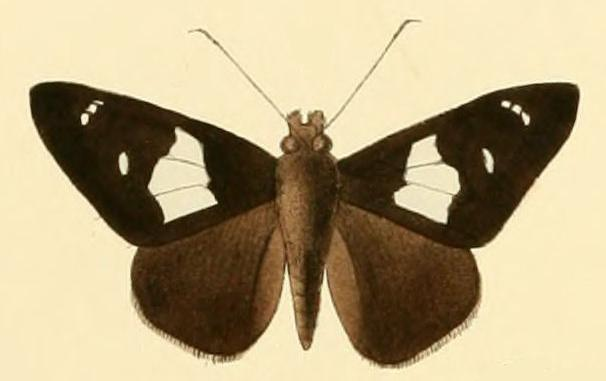
Pteroteinon caenira

Pteroteinon is een geslacht van vlinders van de familie van de dikkopjes (Hesperiidae), uit de onderfamilie van de Hesperiinae. Dit geslacht is voor het eerst wetenschappelijk beschreven door Edward Yerbury Watson in een publicatie uit 1893.

## Soorten
- P. caenira (Hewitson, 1867)
- P. capronnieri (Plötz, 1879)
- P. ceucaenira (Druce, 1910)
- P. concaenira Belcastro & Larsen, 1996
- P. iricolor (Holland, 1890)
- P. komo Vande weghe, 2009
- P. laterculus (Holland, 1890)
- P. laufella (Hewitson, 1868)
- P. pruna Evans, 1937
- P. reali Berger, 1962